# Cystorchis saccosepala
Cystorchis saccosepala är en orkidéart som beskrevs av Johannes Jacobus Smith. Cystorchis saccosepala ingår i släktet Cystorchis, och familjen orkidéer.

## Underarter
Arten delas in i följande underarter:
- C. s. menaboiensis
- C. s. saccosepala